# دي إم سي ديفل ماي كراي
دي إم سي ديفل ماي كراي (بالإنجليزية: DmC: Devil May Cry)‏ هي لعبة فيديو من نوع تقطيع وذبح بيتم أب طورت من قبل نينجا ثيوري ونشرت بواسطة كابكوم للبلاي ستيشن 3 والإكس بوكس 360 وميكروسوفت ويندوز. تم الإعلان عن اللعبة للمرة الأولى في معرض ألعاب طوكيو في سبتمبر 2010، تقع أحداث اللعبة في واقع بديل ضمن سلسلة ديفل ماي كراي حيث تركز على بطل اللعبة دانتي، وهو شاب ذو قوى خارقة يجد نفسه في مدينة شيطانية تدعى «ليمبو سيتي» تعج بالشياطين الذين يريدون القضاء عليه.
اللعبة هي ريبوت لسلسلة ديفل ماي كراي بنائاً على طلب كابكوم والتي أردات أن تكون اللعبة بطابع غربي على نقيض الأجزاء السابقة. كابكوم أوكلت مهمة تطوير اللعبة إلى نينجا ثيوري لكي لا تختلف طريقة اللعب عن الأجزاء السابقة. رد الفعل الأولي للعبة كان سلبيا على مستوى واسع بسبب التصميم الجديد لدانتي على الرغم من أن بعض المواقع مثل gamesradar و1UP وجدت مثل هذه الإدعائات مبالغ فيها.
حصلت دي إم سي على مراجعات إيجابية من مواقع ألعاب الفيديو مع مديح لطريقة اللعب والقصة، موقع آي جي إن أعطى اللعبة 10/8.9 وقال عنها «...تدفع DmC دانتي إلى عالم أحدث وأفضل، يتممه نظام معارك رائع وأسلوب يكفي لجعل دانتي القديم فخوراً بنفسه.». موقع إن جي فور إيه أعطاها 10/8.0 وقال عنها «ربما لا تكون عودة دانتي هي العودة الأسطورية التي تمناها معجبوا السلسلة بعد خمس سنوات ولكنها بالتأكيد ليست عودة سيئة. DMC: Devil May Cry تقدم خلطة جيدة جدا بين ماضي السلسلة وأسلوبها الجديد.».

## وصلات خارجية
- عرض الإعلان عن اللعبة - مترجم للعربية على يوتيوب
- عرض يوضح التقدم في تطوير اللعبة - مترجم للعربية على يوتيوب